# Tellina radiata
Tellina radiata is een tweekleppigensoort uit de familie Tellinidae. De wetenschappelijke naam is gepubliceerd in 1758 door Linnaeus in de tiende editie van Systema naturae.